# 遠藤健一
遠藤 健一（えんどう けんいち、1921年8月7日 - 2008年9月8日）は、日本の経営者。東京出版販売(現在のトーハン)社長を務めた。

## 来歴・人物
東京都出身。1943年に法政大学を卒業し、1946年に東京出版販売に入社。1969年に取締役、1977年に常務、1979年に専務、1985年に副社長を経て、1987年6月に社長に就任。1991年6月に会長に就任し、1995年6月には顧問に就任。
2008年9月8日に急性心不全のために死去。87歳没。